# 룹스코

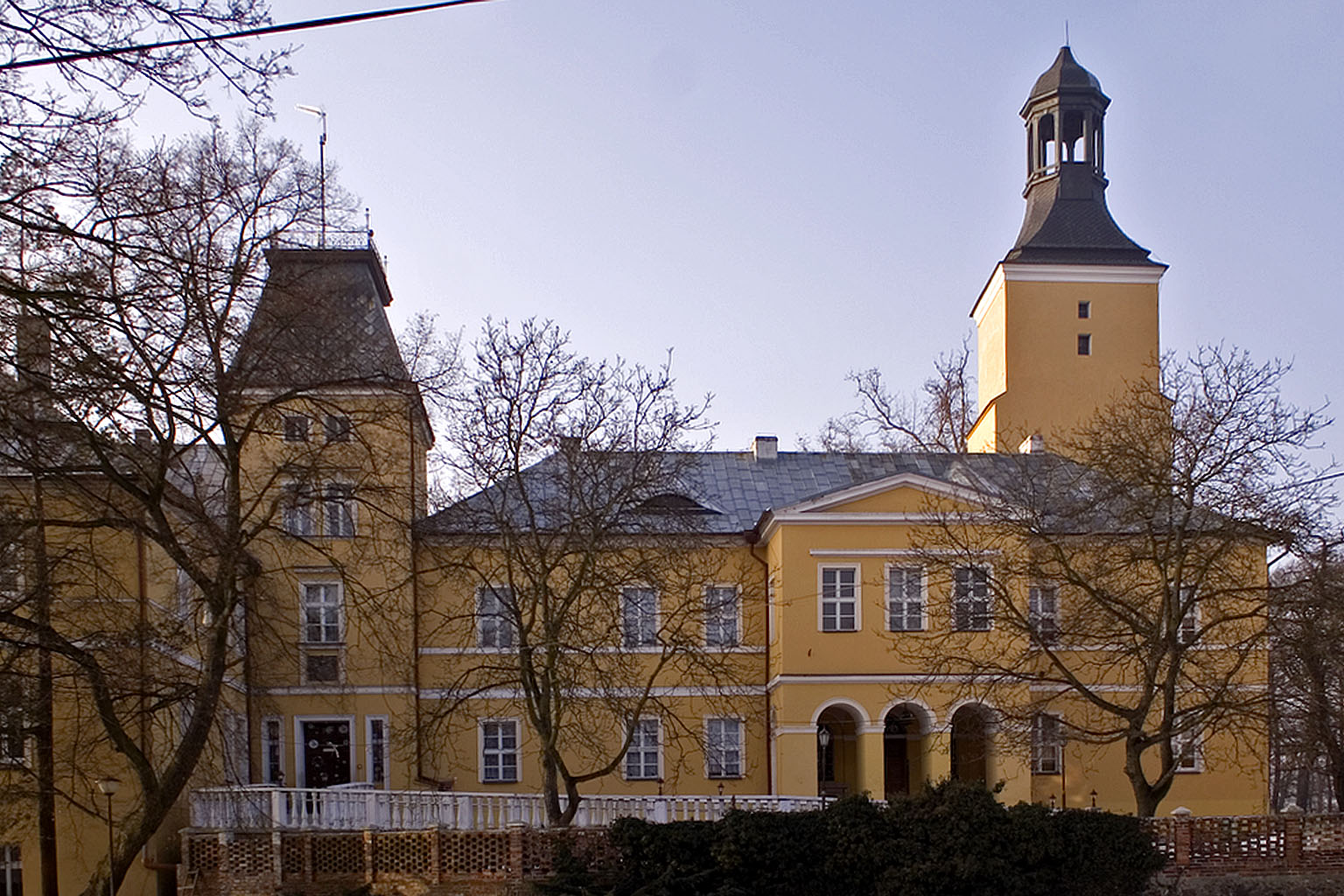
룹스코 성

룹스코(폴란드어: Lubsko, 독일어: Sommerfeld 조머펠트[*], 저지 소르브어: Žemŕ)는 폴란드 서부 루부시주에 위치한 도시로 면적은 12.56km2, 최고 높이는 122m, 인구는 14,767명(2006년 기준), 인구 밀도는 1,200명/km2이다.

시기
시 문장